# Haruo Nakajima
Haruo Nakajima (中島 春雄?, Nakajima Haruo; Yamagata, 1º gennaio 1929 – Tokyo, 7 agosto 2017) è stato un attore e stuntman giapponese, noto per aver interpretato Godzilla nell'omonima serie cinematografica, da Godzilla (1954) a Godzilla contro i giganti (1972).

## Biografia

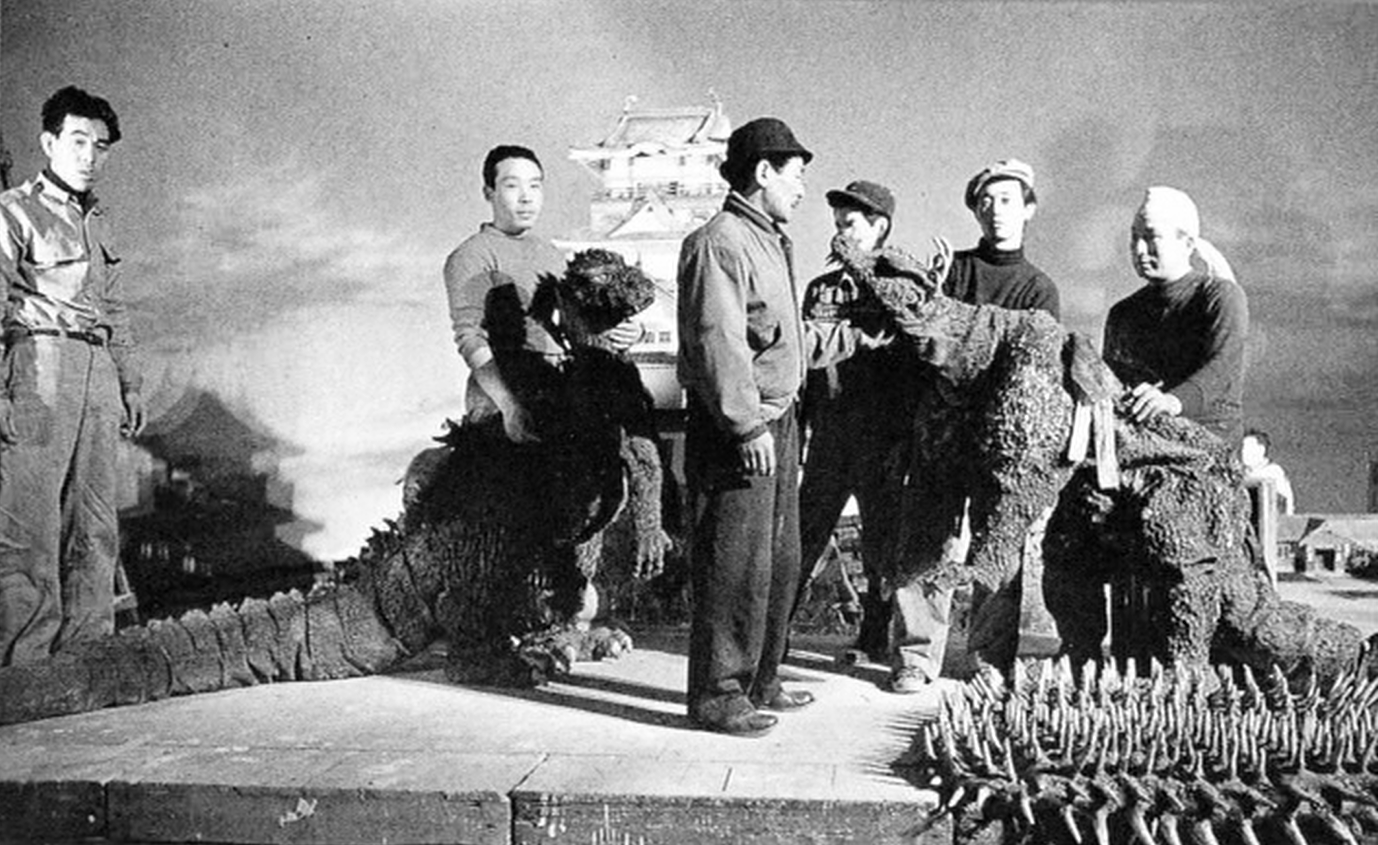
Nakajima (il secondo da sinistra) sul set di Il re dei mostri, 1955

Attore e stuntman, recitò nel film di Akira Kurosawa I sette samurai prima di indossare i panni di Godzilla nell'omonimo film del 1954 assieme a Katsumi Tezuka. Per interpretare al meglio il mostro raccontò di aver passato ore ad osservare gli animali dello zoo di Tokyo.
Nakajima scrisse anche un'autobiografia sulla sua vita durante gli anni in cui interpretò il "re dei mostri" dal titolo "Monster life: Haruo Nakajima, the Original Godzilla Actor". Ha vestito anche i panni di altri famosi kaijū giapponesi come Mothra e la versione nipponica di King Kong. Ricoverato dal luglio 2017 in una clinica a causa di una polmonite, vi è morto il 7 agosto seguente.

## Filmografia

### Cinema
- I sette samurai (1954)
- Godzilla (1954) interpreta Godzilla
- Toumei ningen (1954)
- Il re dei mostri (1955) interpreta Godzilla
- Rodan (1956) interpreta Rodan, Meganulon
- I misteriani (1957) interpreta Moguera
- Varan the Unbelievable (1958) interpreta Varan
- Inferno nella stratosfera (1959)
- Mothra (1961) interpreta Mothra
- Gorath (1962) interpreta Magma
- Il trionfo di King Kong (1962) interpreta Godzilla
- Matango il mostro (1963) interpreta Matango
- Atragon (1963)
- Watang! Nel favoloso impero dei mostri (1964) interpreta Godzilla
- Dogora - Il mostro della grande palude (1964)
- San daikaijū chikyū saidai no kessen (1964) interpreta Godzilla
- Frankenstein alla conquista della Terra (1965) interpreta Baragon
- L'invasione degli astromostri (1965) interpreta Godzilla
- Kong, uragano sulla metropoli (1966) interpreta Gaira
- Il ritorno di Godzilla (1966) interpreta Godzilla
- King Kong, il gigante della foresta (1967) interpreta King Kong
- Il figlio di Godzilla (1967) interpreta Godzilla
- Gli eredi di King Kong (1968) interpreta Godzilla
- Latitudine zero (1969) interpreta Bat-human, Giant mouse, Griffin
- Gojira Minira Gabara - All kaijū dai shingeki (1969) interpreta Godzilla
- Atom, il mostro della galassia (1970) interpreta Gezora, Ganime
- Godzilla - Furia di mostri (1971) interpreta Godzilla
- Godzilla contro i giganti (1972) interpreta Godzilla

### Televisione
- Ultra Q (1966) interpreta Gomess, Pagos
- Ultraman (1966) interpreta Neronga, Gabora, Jirass, Kiyla
- Ultraseven (1967) interpreta Kiyla